# Groß Schenkenberg
Groß Schenkenberg er en kommune i det nordlige Tyskland, beliggende i Amt Sandesneben-Nusse i den nordvestlige del af Kreis Herzogtum Lauenburg. Kreis Herzogtum Lauenburg ligger i delstaten Slesvig-Holsten.

## Geografi
Groß Schenkenberg ligger omkring 12 km øst for Bad Oldesloe, 10 kilometer sydvest for Lübeck og cirka 15 km nordvest for Ratzeburg. I kommunen ligger ud over Groß Schenkenberg, landsbyen Rothenhausen.